# Гапон Олександр Іванович
Олекса́ндр Іва́нович Гапо́н (4 липня 1940, Орлянське — 7 квітня 2021) — радянський і український театральний актор. Актор Запорізького українського музично-драматичного театру імені Володимира Магара. Заслужений артист УРСР (1979). Народний артист України (1992).

## Біографічні відомості
1962 — закінчив Дніпропетровське театральне училище (курс В. Треплєвої).
З того часу працював в Запорізькому українському музично-драматичному театр імені Володимира Магара.

## Ролі
- Панасик («Циганка Аза» М. Старицького)
- Шельменко, Стецько («Шельменко-денщик», «Сватання на Гончарівці» Г. Квітки-Основ'яненка)
- Финтик, Евріал («Москаль-чарівник», «Енеїда» І. Котляревського)
- Христофор («Заграва над Хортицею» П. Ребра)
- Бабс Баберлей («Тітка Чарлея» В. Полякова за Б. Томасом)
- Мокій («Кримінальний масаж» А. Малярова)
- Швейк («Бравий солдат Швейк» Я. Гашека)
- Сєнєчка Перчаткін («Чужа дитина»)
- Начальник конвою Баранов («Діти Арбату»)